# Ksenjewka (Transbaikalien)
Ksenjewka (russisch Ксе́ньевка) ist eine Siedlung städtischen Typs in der Region Transbaikalien in Russland mit 2980 Einwohnern (Stand 14. Oktober 2010).

## Geographie
Der Ort liegt knapp 400 km Luftlinie ostnordöstlich der Regionshauptstadt Tschita in einem relativ weiten Talkessel, Ksenjewka-Senke (Ksenjewskaja wpadina) genannt, zwischen den gut 1500 m hohen Chorkowy- und Tscheromny-Bergkämmen im Nordwesten und dem gut 1300 m hohen Sobatschkinkamm im Südosten. Das Tal wird vom Tschorny Urjum (Schwarzer Urjum), dem linken Quellfluss des Schilka-Zuflusses Tschornaja, durchquert, in den bei Ksenjewka von rechts die Itaka mündet.
Ksenjewka gehört zum Rajon Mogotschinski und befindet sich etwa 70 km westsüdwestlich von dessen Verwaltungszentrum Mogotscha. Die Siedlung ist Sitz der Stadtgemeinde Ksenjewskoje gorodskoje posselenije, zu der außerdem die Siedlung städtischen Typs Itaka (35 km nördlich), die Siedlung Gorki (4 km südwestlich) sowie die Stationssiedlungen Kendagiry (18 km südwestlich) und Kisly Kljutsch (30 km nordöstlich) gehören.

## Geschichte
Der Ort entstand 1908 im Zusammenhang mit dem Bau der Amureisenbahn Kuenga – Chabarowsk. Station und Ort wurden nach der Tochter Ksenija (Xenia) des russischen Eroberers Jerofei Chabarow benannt (nach Chabarow selbst heißen die Großstadt Chabarowsk sowie eine in der gleichen Zeit benannte, weiter östlich gelegene Station der Amureisenbahn und heutige Siedlung in der Oblast Amur, Jerofei Pawlowitsch). Seit 1939 besitzt Ksenjewka den Status einer Siedlung städtischen Typs.

### Bevölkerungsentwicklung
| Jahr | Einwohner |
| ---- | --------- |
| 1939 | 7495      |
| 1959 | 7241      |
| 1970 | 5154      |
| 1979 | 5696      |
| 1989 | 5104      |
| 2002 | 3496      |
| 2010 | 2980      |

Anmerkung: Volkszählungsdaten

## Verkehr
Ksenjewka liegt an der Transsibirischen Eisenbahn (Stationsname Ksenjewskaja; Streckenkilometer 6800 ab Moskau), die bis dort aus östlicher Richtung 1993 elektrifiziert wurde. Mit der Fertigstellung des 130 km langen Abschnitts Silowo – Ksenjewskaja 1992–1994 wurde die Elektrifizierung der gesamten Transsibirischen Eisenbahn westlich von Chabarowsk abgeschlossen (die letzte Lücke von etwa 600 km Länge zwischen Kruglikowo bei Chabarowsk und Ussurijsk wurde 1996–2002 geschlossen).
Straßenanschluss besteht zur etwa 30 km südlich des Ortes vorbeiführenden Fernstraße R297 Amur (bis 2017 auch M58), die Tschita mit Chabarowsk verbindet und Teil der transkontinentalen Straßenverbindung ist.